# American International Group
Az American International Group, Inc. (AIG) egy amerikai multinacionális pénzügyi és biztosítási vállalat, amely több mint 80 országban és joghatóság alatt működik. 2023-ban az AIG 25 200 embert foglalkoztatott. 2023-ban a vállalat három fő üzletágon keresztül működik: általános biztosítás, élet- és nyugdíjbiztosítás, valamint egy önálló, technológiai alapú leányvállalat. 2023-ban az általános biztosítások közé tartozik a kereskedelmi, a személybiztosítás, az amerikai és a nemzetközi terepvállalatok. Az élet- és nyugdíjbiztosítás magában foglalja a csoportos nyugdíjbiztosítást, az egyéni nyugdíjbiztosítást, az életbiztosítást és az intézményi piacokat.. Az AIG az AIG Women's Open golfverseny címszponzora. 2023-ban a DiversityInc hatodik egymást követő évben az AIG-t a Top 50 Companies for Diversity listáján a sokszínűségért felelős vállalatok közé választotta. 2023-ban a DiversityInc a hatodik egymást követő évben a Top 50 Companies for Diversity listán nevezte meg.
Az AIG vállalati központja New Yorkban található, és a vállalatnak világszerte vannak irodái. Az AIG a Fortune Global 500 lista 87%-át, a Forbes 2000 lista 83%-át szolgálja ki. 2018-ban a Fortune 500 listán az AIG a 60. helyen szerepelt. 2016-ban a Forbes Global 2000 lista szerint az AIG a világ 87. legnagyobb részvénytársasága. 2017. december 31-én az AIG-nek 65,2 milliárd dollár (2023-ban ~79,7 milliárd dollár) volt a saját tőkéje.
A 2007-2008-as pénzügyi válság idején a Federal Reserve 180 milliárd amerikai dollárért mentette ki a vállalatot, és átvette az ellenőrző tulajdonrészt, a pénzügyi válságot vizsgáló bizottság az AIG csődjét a fedezetlen biztosítások tömeges értékesítésével hozta összefüggésbe. 2012-ben az AIG 205 milliárd dollárt (2023-ban ~269 milliárd dollár) fizetett vissza az Egyesült Államok kormányának.